# Рид, Джон

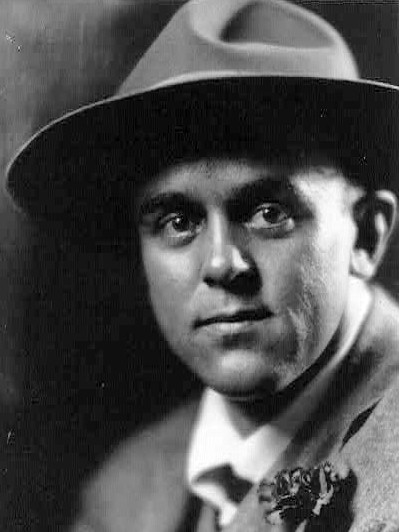
Джон Рид в 1914 году

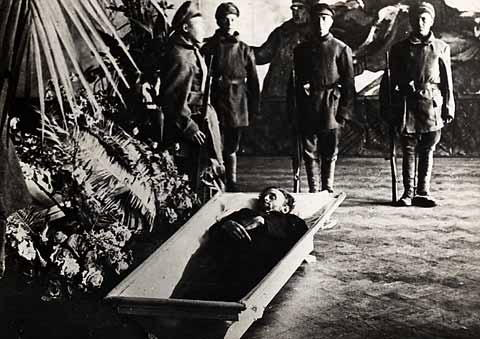
Похороны Джона Рида в Москве, 1920 год

Джон Са́йлас Рид (англ. John Silas Reed; 22 октября 1887 года, Портленд, США — 17 октября 1920 года, Москва) — американский журналист, писатель и репортёр, социалист, автор знаменитой книги «Десять дней, которые потрясли мир» (1919), один из организаторов Коммунистической партии США.

## Биография

### Детство. Учёба в колледже и университете
Джон Рид родился 22 октября 1887 года в особняке его бабки по материнской линии в Портленде, штат Орегон. Его мать, Маргарет Грин Рид, была дочерью богатого портлендского предпринимателя, который разбогател, обладая следующими предприятиями: первым газовым заводом в Орегоне, первым на западном побережье заводом по производству чугуна и гидротехническими сооружениями Портленда. Его отец, Чарльз Джером Рид, был торговым представителем крупной компании по производству сельскохозяйственной техники. Его отец довольно быстро завоевал признание в деловых кругах Портленда. Родители Джона поженились в 1886 году.
Детство Джона прошло в окружении сестёр и прислуги, а все его приятели и друзья были отпрысками высшего класса. Брат Джона, Гарри был на 2 года его младше. Джон и его брат были отправлены в только что основанную Портлендскую Академию, частную школу. Джон был достаточно талантлив и умён, чтобы сдавать экзамены по читавшимся там предметам, но ему было скучно и неинтересно учиться на хорошие отметки, так как он считал, что преподавание в школе сухое и скучное. В сентябре 1904 года Джон был отправлен в Morristown School, в Нью-Джерси, для того чтобы он подготовился к поступлению в колледж, так как его отец, который никогда не ходил в университет, хотел чтобы его сыновья учились в Гарварде.
Первая попытка Джона поступить в университет провалилась, но поступил со второй, и уже осенью 1906 года он начал своё обучение в Гарварде. Высокий, красивый, весёлый, Джон принимал участие практически во всех студенческих мероприятиях. Он был членом команды чирлидеров, членом команды пловцов и участвовал в заседаниях драматического клуба. Он был членом редколлегии студенческого журнала The Harvard Lampoon и Harvard Monthly, а также был президентом студенческого хора Гарварда. Джон не был членом университетской команды по футболу, но преуспел в менее престижных видах спорта, таких как плавание и водное поло.
Рид также принимал участие в собраниях клуба социалистов, где президентом был его друг Уолтер Липпман. Несмотря на то, что Рид так и не стал членом этого клуба, эти собрания оказали определённое влияние на его взгляды. Клуб был абсолютно легален и постоянно критиковал руководство университета за то, что оно не платило всем работникам университета прожиточный минимум, а также ходатайствовал о создании курса о социализме.
Рид окончил Гарвард в 1910 году и тем же летом отправился в путешествие. В ходе своего путешествия он посетил Англию, Францию и Испанию.

### Начало репортёрской карьеры
Джон Рид хотел стать журналистом и решил, что самое подходящее место для репортёрской карьеры — это Нью-Йорк, где были сконцентрированы все важнейшие издания того времени. Благодаря университетскому знакомству с журналистом Линкольном Стеффенсом, который занимался журналистскими разоблачениями и который высоко ценил Джона за его ум и талант, сделать первый шаг было проще. Стеффенс помог Риду занять не самый значительный пост в журнале American Magazine — в обязанности Джона входили чтение рукописей, корректура, а затем и редакторская работа. Чтобы заработать больше, Джон занял пост управляющего в недавно открытом ежеквартальном журнале Landscape Architecture.
Джон Рид поселился в Гринич-Виллидж, бурно развивавшемся районе художников и поэтов. Джон полюбил Нью-Йорк, постоянно исследовал его и писал стихи о нём. Журналы, в которых он работал, исправно платили ему, но это были заработки «свободного художника», а Джон хотел добиться некоторой стабильности. В течение полугода Джон пытался опубликовать свои рассказы и эссе о полугодовом пребывании в Европе, везде получая отказ. И всё-таки он добился успеха — газета Saturday Evening Post согласилась напечатать его произведения. В течение того же года Рида напечатали в журналах Collier’s, The Forum, и The Century Magazine. Одно из его стихотворений было положено на музыку композитором Артуром Футом, а журнал The American Magazine предложил ему место в штате и начал печатать его. Карьера Джона Рида шла в гору.
Его заинтересованность в социальных проблемах была вызвана знакомством со Стеффенсом и Идой Тарбелл. Но достаточно быстро Джон занял гораздо более радикальную позицию, чем они. В 1913 году Джон стал сотрудником журнала The Masses, где главным редактором был Макс Истмен, а ему помогала его сестра Кристал. В этом издании Джон опубликовал более 50 статей и обзоров.
Одной из основных тем, интересовавших его, была революция. Впервые он был арестован в 26 лет, когда принимал участие в рабочей забастовке в Паттерсоне. Жестокое подавление выступлений рабочих, а также последовавший за этим краткосрочный арест сделали взгляды Рида ещё более радикальными. В это время Джон сближается с синдикалистским профсоюзом «Индустриальные рабочие мира». Джон выразил свою позицию и мнение о произошедшем в статье «Война в Паттерсоне», которая была опубликована в июне.
Осенью 1913 года Джон был направлен журналом Metropolitan Magazine в Мексику, чтобы подготовить репортаж о Мексиканской революции. Джон находился в лагере Панчо Вильи в течение четырёх месяцев и вместе с Вильей был представителем Конституционных сил после их победы над Федеральными войсками под Торреоном. Эта победа открыла путь к Мехико. За эти четыре месяца Рид опубликовал серию репортажей о Мексиканской революции, которые создали ему репутацию военного журналиста. Джон Рид глубоко сочувствовал тяжёлому положению повстанцев и был категорически против американской интервенции (которая началась вскоре после того как он покинул Мексику). Джон горячо поддерживал Вилью, а Венустиано Карранса был ему безразличен. Позже эти мексиканские репортажи были переизданы в книге, которая была названа «Восставшая Мексика» и увидела свет в 1914 году.
30 апреля 1914 года Джон прибыл в Колорадо, туда, где недавно произошла бойня в Ладлоу. Там он пробыл чуть больше недели, исследуя произошедшее, выступая на митингах от имени шахтёров, написал яркую статью «Колорадская война» и пришёл к убеждению, что классовый конфликт в обществе куда серьёзнее, чем казалось ему раньше.
Лето 1914 года Джон провёл в Провинстауне (штат Массачусетс) вместе с Мэйбл Додж и её сыном, где они вместе подготовили к изданию «Восставшую Мексику», а также провели интервью с президентом Вильсоном на тему Мексиканской революции.

### Военный корреспондент
Практически сразу же после начала Первой мировой войны Джон Рид в качестве репортёра Metropolitan отправляется в нейтральную (в тот момент) Италию. Рид встретился с Мейбл Додж, ставшей его любовницей, и вместе они отправились в Париж. Рид полагал, что война — это лишь новый виток торговой борьбы между империалистами. Джон не сочувствовал никому из участников войны. В неподписанной статье «Война торговцев», которая была опубликована в сентябре 1914 года в The Masses, Джон писал:

Настоящая война, для которой эта вспышка смерти и разрушений — всего лишь инцидент, началась давно. Война шла десятки лет, но мы не замечали сражений этой войны. Это война торговцев.
…
Что делает демократия в союзе с царём Николаем? Разве был либерализм в разгоне демонстрации Гапона, в одесских погромах?..
…
Мы, социалисты, должны надеяться, нет — верить, что из-за этих ужасных кровопролитий и страшных разрушений, произойдут глобальные социальные изменения, и мы ещё на шаг приблизимся к нашей мечте — Миру среди Людей.
…
Это не Наша Война.

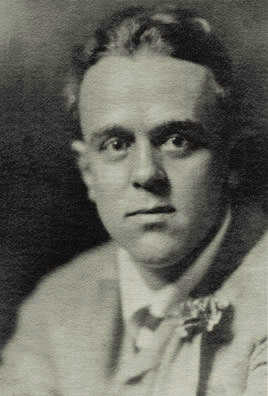
Джон Рид, 1917 год

Во Франции Джон Рид пребывал в апатии из-за цензуры, введённой на время войны, а также из-за того, что ему было очень сложно попасть на фронт. Рид и Мейбл отправились в Лондон, откуда Мейбл отправляется в Нью-Йорк, чтобы оттуда помогать Джону. Правда пребывание в Европе, благодаря Мэйбл, позволило Риду познакомиться с рядом выдающихся деятелей культуры, таких, например, как Пабло Пикассо и Артур Рубинштейн.
Остаток 1914 года Джон провёл в ссылке вместе с лидером мексиканской революции — Панчо Вилья, где и написал свою книгу «Восставшая Мексика».
Он вернулся в Нью-Йорк и оставался там до конца 1914 года, занимаясь написанием статей о войне.
В 1915 году отправился в Восточную Европу, в путешествии его сопровождал канадский художник и журналист The Masses Боурдмен Робинсон. Они начали своё путешествие из Салоник, затем они направились в Сербию, где стали свидетелями опустошения, посетили разбомблённый Белград, также они посетили Болгарию и Румынию. Джон Рид и Боурдмен Робинсон проехали через черту оседлости в Бессарабии, но в Хелме они были арестованы, содержались несколько недель в заключении, и, вероятно, были бы приговорены к расстрелу за шпионаж, если бы не вмешательство американского посла.
Их путешествие по России не прошло незамеченным — американский посол в Петрограде полагал, что Рид и Боурдмен являются шпионами; Рид был поражён этим. Рида и Робинсона вновь задержали, когда они предприняли попытки нелегально перейти границу с Румынией. На этот раз им помогло вмешательство британского посла (Робинсон был британским подданным), который, наконец, помог получить разрешение на выезд, но это произошло только после того, как все их документы были изъяты в Киеве. Из Бухареста они направились в Константинополь, в надежде увидеть Галлиполийскую кампанию. Все эти события легли в основу книги Джона Рида «Война в Восточной Европе», которая была опубликована в апреле 1916 года.
Вскоре Джон Рид вернулся в США, он направился в Портленд, где посетил свою мать.
В это время Джон познакомился с Луизой Брайант, которая вскоре переехала к нему на Восточное побережье.
В начале 1916 года Рид познакомился с Юджином О’Нилом, будущим нобелевским лауреатом по литературе, и в начале мая Джон Рид, Луиза Брайант и Юджин вместе арендовали коттедж в Провинстауне. Вскоре после этого, у Брайант и О’Нила завязался роман.
Тем летом Джон Рид поддержал президента Вудро Вильсона в его намерении баллотироваться на второй срок, так как Рид полагал, что Вильсон выполнит своё обещание и не допустит вступления США в войну.
1916 год оказался для Джона наполненным разнообразными событиями — женитьба на Луизе Брайант в Пикскилле в ноябре; операция по удалению почки, проведённая в клинике Джонса Хопкинса в Балтиморе, где Джон оставался до конца декабря. В 1916 году Джон также опубликовал за свой счёт книгу Тамерлан и другие стихотворения тиражом в 500 экземпляров.

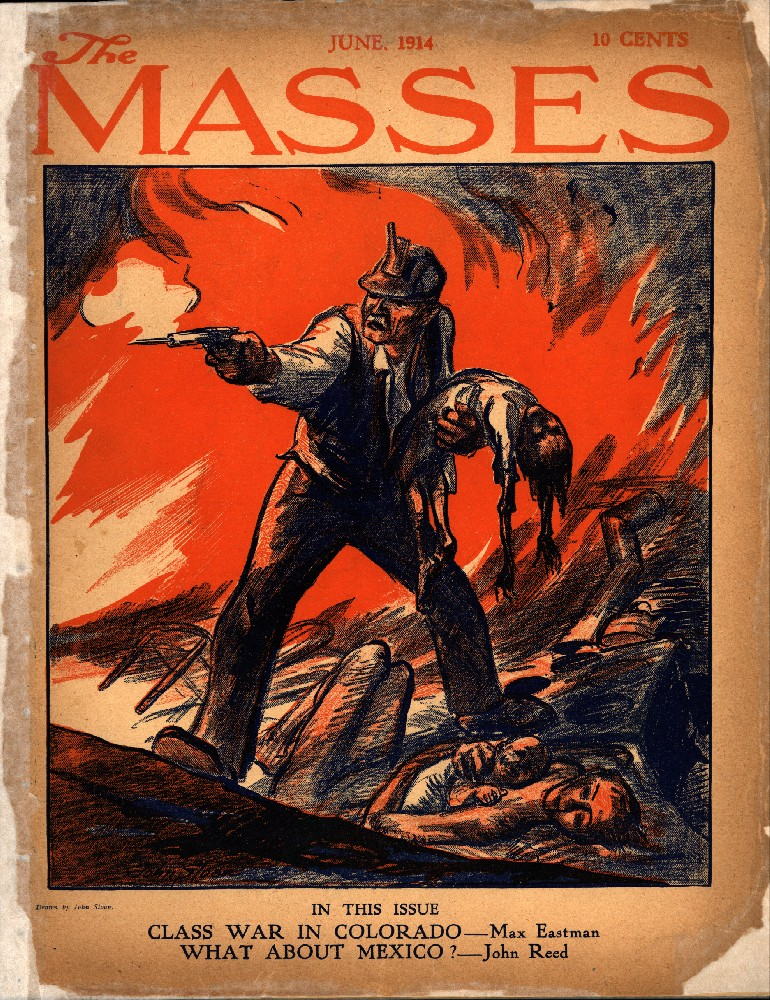
Обложка журнала Masses, посвящённая бойне в Ладлоу

Пока страна приближалась к войне, Рид становится ещё более радикальным: его отношения с Metropolitan были закончены. Джон закладывает часы своего покойного отца, а также продаёт свой коттедж в Кейп-Коде (полуостров, очаровательное место к югу от Бостона) стороннице контроля за рождаемостью Маргарет Сэнгер.
После того, как 2 апреля 1917 года Вудро Вильсон объявил войну, Дж. Рид кричал на спешно созванном совещании Народного Совета в Вашингтоне: «Это не моя война, и я не буду поддерживать его. Это не моя война, и я не буду иметь ничего общего с ней».
В июле и августе 1917 года Рид продолжал писать агрессивные и злые статьи для Masses, который отказалась доставлять по почте Почтовая служба США. Также Джон Рид писал для журнала Seven Arts, который, в конце концов, лишился финансовой поддержки из-за статей Рида, а также одной статьи Рэндолфа Борна — в результате журнал перестал выходить. Дж. Рид был ошеломлён провоенными милитаристскими настроениями, популярными в стране — его карьера рушилась.

### Свидетель революции

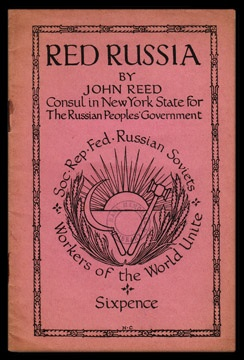

17 августа 1917 года Джон Рид и Луиза Брайант отплыли из Нью-Йорка в Европу, предварительно заверив Государственный департамент США, что они не будут представлять Социалистическую партию на предстоящей конференции в Стокгольме. Джон и Луиза хотели посетить Россию в качестве журналистов, чтобы засвидетельствовать происходящее там, а также для того чтобы собрать материал для репортажа о событиях, происходящих в молодой российской республике. Путешествуя через Финляндию, пара прибыла в Петроград сразу после неудачной попытки военного переворота Л. Г. Корнилова. Джон и Луиза оказались в эпицентре Октябрьской революции.
Ситуация с продовольствием была очень сложной, Джон позже писал:

… в прошлом месяце при режиме Керенского было отмечено сокращение нормы выдачи хлеба — с 2 фунтов в день до 1 фунта, затем до половины фунта, четверти фунта, и, в последнюю неделю, нет хлеба вообще. Вооружённые ограбления и уличная преступность участились до такой степени, что едва можно ходить по улицам. Газеты только об этом и пишут. Не только правительство не может работать, но и муниципальные власти также. Городская милиция была довольно дезорганизована, ничто не работало так как должно было…

Большевики, ратовавшие за создание правительства, полностью состоящего из социалистов, а также за немедленное прекращение участия России в войне, стремились к передаче власти Керенским съезду Советов, который должен был быть созван в октябре 1917 года. Керенский усматривал в этом стремление отстранить его от власти и принял решение закрыть газеты большевиков, приказал арестовать большевистских лидеров, собрался отправить войска Петроградского гарнизона, который считался ненадёжным, обратно на фронт. Военно-революционный комитет Советов, в котором большинство составляли большевики, готовился к захвату власти от имени будущего съезда. В 11 часов вечером 7 ноября 1917 года был захвачен Зимний дворец, резиденция правительства Керенского; Рид и Брайант присутствовали во время захвата Зимнего дворца.
Джон Рид был активным сторонником нового революционного социалистического правительства; он участвовал в работе Наркомата иностранных дел, переводя указы и новости о действиях нового правительства на английский язык. «Я также принимал участие в сборе материалов и данных и распространении документов, которые шли в немецкие окопы», — позже вспоминал Рид. К декабрю его средства были почти исчерпаны, и он стал работать на американца Раймонда Роббинса — представителя Красного Креста. Роббинс хотел создать газету, которая защищала бы американские интересы; Рид согласился, но в первом номере газеты, который подготавливал к печати именно он, Рид разместил предупреждение прямо под заголовком: «Эта газета посвящена защите интересов американского капитала».
Джон был близко знаком со многими членами нового правительства. Он встретился с Львом Троцким и познакомился с Лениным во время разгона Учредительного собрания (6) 19 января 1918 года.
Позднее он написал книгу об этих событиях в России — «Десять дней, которые потрясли мир», о которой В. И. Ленин отозвался следующим образом:

Прочитав с громаднейшим интересом и неослабевающим вниманием книгу Джона Рида: «Десять дней, которые потрясли весь мир», я от всей души рекомендую это сочинение рабочим всех стран. Эту книгу я желал бы видеть распространённой в миллионах экземпляров и переведённой на все языки, так как она даёт правдивое и необыкновенно живо написанное изложение событий, столь важных для понимания того, что такое пролетарская революция, что такое диктатура пролетариата.

### Последние годы жизни
Два месяца Госдепартамент США отказывался давать Джону Риду въездную визу в США, лишь 28 апреля 1918 года Рид вернулся в Нью-Йорк.
Рид совершил около 20 агитационных поездок по США, выступая в защиту Октябрьской революции, против американской интервенции в Советской России, в связи с чем 5 раз привлекался к судебной ответственности по обвинению в «антиамериканской деятельности».
В феврале 1919 года вместе с Луизой Брайант, Альбертом Рисом Вильямсом и Бесси Бетти свидетельствовал перед антикоммунистически настроенным комитетом Сената США.
Стал одним из основателей Коммунистической рабочей партии США в августе-сентябре 1919 года.
В октябре 1919 года приехал в Москву и был избран членом Исполкома Коминтерна.

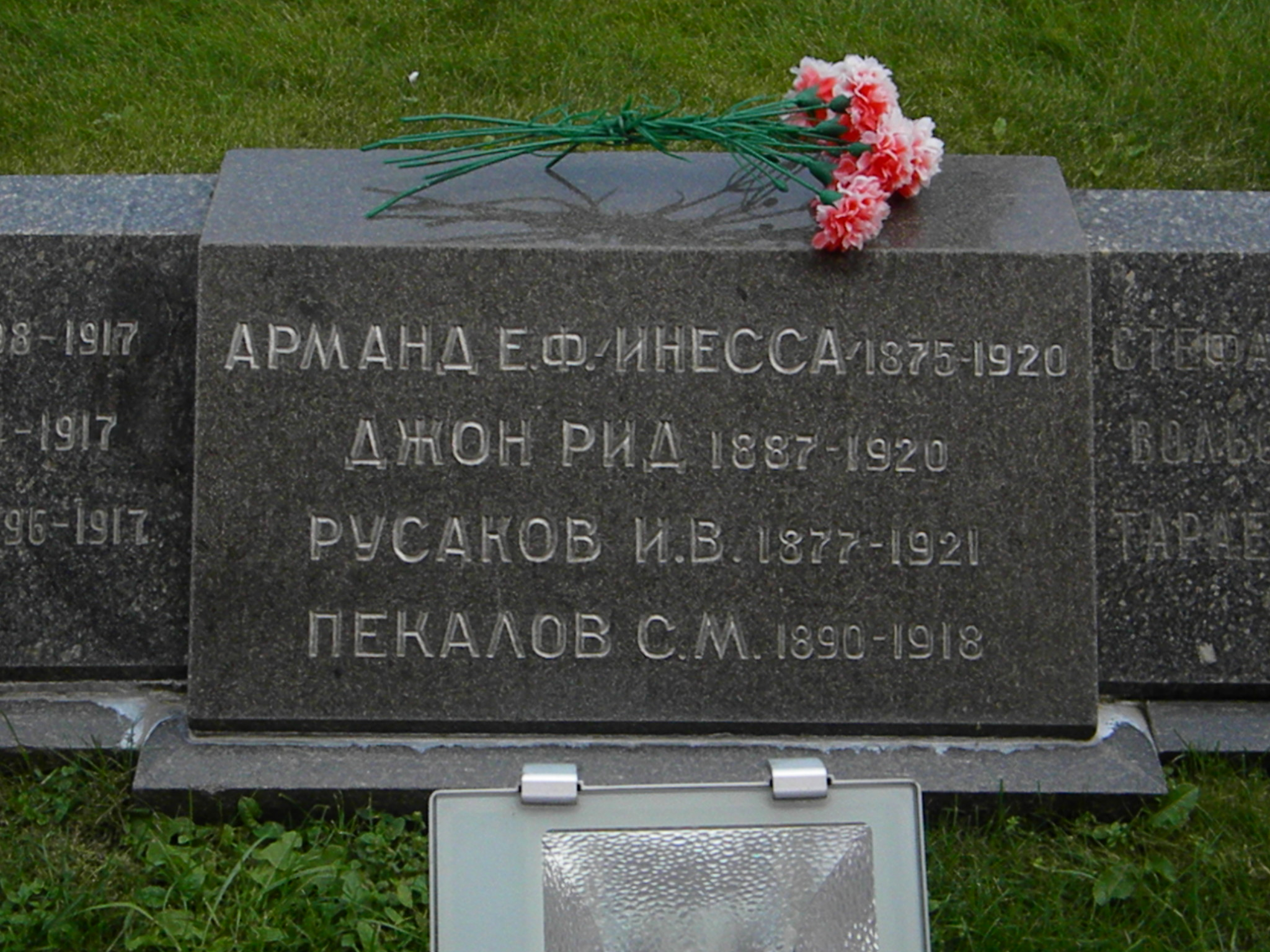
Надгробная плита у Кремлёвской стены

В июле-августе 1920 года стал делегатом на Втором конгрессе Коминтерна. Много ездил по Советской России, собирал материал для новой книги.
Некоторое время проживал в бывшем имении князя Гагарина в Кузнецове (Конаково). В советское время там работал музей Джона Рида, в котором были представлены сотни документов из его личного архива, во времена Перестройки музей не функционировал и был отдан под хозяйственные нужды пансионата «Карачарово», в результате многие документы и фотографии были утеряны.
19 октября 1920 года умер в Москве от сыпного тифа. По утверждению Виктора Сержа, сразу после окончания Второго конгресса Коминтерна Рид отправился на Конгресс угнетённых народов Востока, возвращаясь, «съел арбуз, купленный на маленьком живописном дагестанском базаре, в результате чего заразился тифом и умер».
Похоронен 24 октября 1920 года на Красной площади у Кремлёвской стены.

## Семья
- В 1916 году женился на Луизе Брайант. Детей в браке не было.

## Память

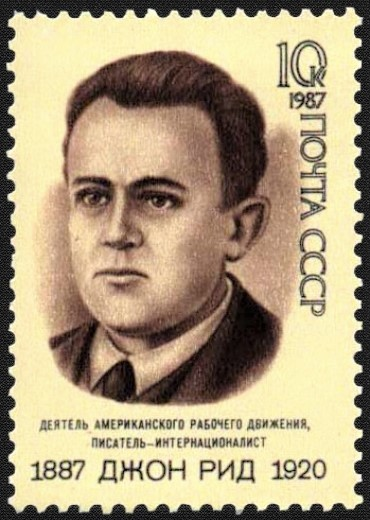
Деятель американского рабочего движения, писатель-интернационалист, Джон Рид, марка почты СССР, 1987

После смерти Джона Рида его имя было очень популярно в левой среде, в США в 1920—1921 годах были созданы многочисленные клубы Джона Рида. Собственно самим именем «Джонрид» или «Жонрид» советские партийные активисты стали называть своих детей (сродни «Вилену», «Владлену», «Феликсу», «Артёму» и т. п. «революционным именам» советского происхождения). Среди известных «Джонридов» — Жонрид Абдуллахонов (узбекский писатель, драматург и журналист), Джонрид Ахмедов (дагестанский учёный), Джонрид Оганесян (армянский оперный певец), Джонрид Сванидзе (племянник Сталина).
Именем Джона Рида названы улицы в Серпухове, Чехове, Астрахани, в Невском районе Санкт-Петербурга.
22 октября 1987 года издана почтовая марка СССР, в связи со 100-летием со дня рождения Джона Рида.
До 1946 года село Сухая Балка в Николаевском районе Николаевской области Украины носило название Джон Рид.
Имя «Джон Рид» носил танкер Латвийского морского пароходства.

## Адреса в Петрограде
- 1917—1918 — Троицкая улица, д. 23, кв. 36.

## Адреса в Москве
- Гагаринский переулок, д. 11 (бывший дом архитектора Н. Г. Фалеева).

## Произведения
- Рид, Дж. Вдоль фронта = The war in eastern Europe: пер. с англ. / пер. И. В. Саблина и В. Ф. Корш; предисл. А. Старчакова. — М.; Л., 1928. — 324 с.
- Рид Дж. Избранное. В 2 кн. Кн. 1. Десять дней, которые потрясли мир; Восставшая Мексика / пер. с англ. — М.: Политиздат, 1987. — 543 с.
- Рид Дж. Избранное. В 2 кн. Кн. 2. Очерки. Статьи. Стихотворения. Автобиография. Письма. Воспоминания о Джоне Риде / пер. с англ. — М.: Политиздат, 1987. — 527 с.
- Рид Дж. Избранные произведения / пер. с англ. — М.: Изд-во иностранной лит., 1957. — 254 с.
- Рид, Дж.. 10 дней, которые потрясли мир / С предисловиями В. И. Ленина и Н. К. Крупской. — М.: Гос. изд-во полит. лит-ры, 1957. — 352 с.

## Экранизации и инсценировки
- В 1927 году Сергей Эйзенштейн выпустил первую, немую экранизацию (название по замыслу «Десять дней, которые потрясли мир»; в прокат фильм вышел под названием «Октябрь».)
- На основе книги Д. Рида был снят первый послесталинский фильм об Октябрьской революции «В дни Октября», 1958, где он (в исполнении актёра Анатолия Федоринова) является одним из действующих лиц.
- 1965 год, спектакль Юрия Любимова «Десять дней, которые потрясли мир» в Театре на Таганке
- 1969 «Правду! Ничего кроме правды!» Д. Н. Аль. На сцене Большого драматического театра им. Г. А. Товстоногова Джона Рида играл Неведомский Леонид Витальевич.
- На основе книг и биографии Джона Рида режиссёр Сергей Бондарчук снял дилогию «Красные колокола». К/с: «Мосфильм» (СССР), «Каносите-2» (Мексика), «Видес Интернейшнл» (Италия), В роли Джона Рида — Франко Неро:

1. 1982 — Фильм 1. Мексика в огне
2. 1983 — Фильм 2. Я видел рождение нового мира

- Биография Джона Рида легла в основу фильма Уоррена Битти «Красные», где последний снялся в главной роли.